# Poseritz
Poseritz est une commune sur l'île de Rügen, dans l'arrondissement de Poméranie-Occidentale-Rügen, Land de Mecklembourg-Poméranie-Occidentale.

## Géographie
La commune de Poseritz regroupe les quartiers suivants :
| - Beihof - Datzow - Glutzow-Hof - Glutzow-Siedlung - Grabow - Groß-Stubben - Luppath | - Mellnitz - Mellnitz-Siedlung - Neparmitz - Neparmitz-Ausbau - Poseritz - Poseritz Hof - Poseritz-Ausbau | - Puddemin - Renz - Swantow - Üselitz - Venzvitz - Wulfsberg - Zeiten |

## Histoire
En 1326, le village appartient à la principauté de Rügen puis au duché de Poméranie. Après les traités de Westphalie en 1648, Rügen fait partie de la Poméranie suédoise. En 1815, elle retourne à l'arrondissement de Rügen dans la province de Poméranie prussienne.
Neparmitz
Construit durant la seconde moitié du XIXe siècle, le château de Neparmitz appartient à la famille Wahnschaffe jusqu'à son expropriation en 1945. Il est laissé à la ruine et au vandalisme depuis 1990.
Renz
En 1582, Erich von Kahlden fait construire un château dans le style de la Renaissance, à deux étages et avec un escalier en une tour, ce qui en fait l'un des plus vieux de Rügen. En 1945, le domaine, propriété de la famille von der Lancken, est exproprié et sert pour accueillir les réfugiés de l'Est.